# Magliano Sabina
Magliano Sabina is een gemeente in de Italiaanse provincie Rieti (regio Latium) en telt 3829 inwoners (31-12-2004). De oppervlakte bedraagt 43,7 km², de bevolkingsdichtheid is 86 inwoners per km².

## Demografie
Magliano Sabina telt ongeveer 1407 huishoudens. Het aantal inwoners steeg in de periode 1991-2001 met 1,2% volgens cijfers uit de tienjaarlijkse volkstellingen van ISTAT.
| Jaar | Inwoneraantal |
| ---- | ------------- |
| 1991 | 3702          |
| 2001 | 3745          |

## Geografie
De gemeente ligt op ongeveer 222 m boven zeeniveau.
Magliano Sabina grenst aan de volgende gemeenten: Calvi dell'Umbria (TR), Civita Castellana (VT), Collevecchio, Gallese (VT), Montebuono, Orte (VT), Otricoli (TR).